# Dolors Solís Donat
Dolors Solís Donat (Xàtiva, 1935) va ser una dirigent veïnal al barri del Singuerlín, a Santa Coloma de Gramenet, on va arribar després d'emigrar a França des del País Valencià.
Va néixer l'any 1935 a Xàtiva, al País Valencià. El pare treballava la terra i la mare cosia a casa. Es van traslladar a València l'any 1952 i ella, que havia anat poc a l'escola, va començar a treballar en una fàbrica. Als 22 anys, va decidir marxar a França, on va treballar en el servei domèstic i es va casar amb un emigrant català implicat en activitats clandestines. Atesa la seva feina d'atenció i cura a les persones, tenia un domini del francès superior al del seu marit, com sol passar en les migracions femenines.
El 1966, quan la filla i el fill ja havien finalitzat l'educació primària, van decidir tornar i es van instal·lar a Santa Coloma, al barri del Singuerlín. Va deixar el servei domèstic per, conjuntament amb altres dones del barri, muntar una cooperativa de confecció, que va ser el seu ofici fins que es va jubilar. Convençuda de les capacitats de les dones per transformar el món, de seguida es va incorporar a les mobilitzacions veïnals que s'iniciaven i va teixir relacions amb les persones més actives.
A causa de les activitats clandestines, no va acceptar ser la responsable del grup de dones fins a l'any 1975 i després va esdevenir la presidenta de l'Associació de Dones de Singuerlín. Les dones van col·laborar molt estretament amb l'Associació de Veïns per aconseguir escoles, l'arribada del transport públic, un ambulatori, l'organització de festes populars, etc. Compartien local, però elles van mantenir un espai propi que va generar formes de lluita diferent, entre les quals destaquen les mobilitzacions pel mercat. Van assumir col·lectivament el dret del propi cos i van lluitar i aconseguir un centre de planificació familiar; van defensar el dret al divorci i a l'avortament i, quan calia, gestionaven l'atenció jurídica i ginecològica. El 1976, el grup de dones de Singuerlín va participar en les Primeres Jornades Catalanes de la Dona. Des de les pràctiques de llibertat femenina que sustenten la seva manera de ser al món, avui continua col·laborant amb l'Associació de dones, en activitats de solidaritat internacional i en el moviment de la gent gran.